# Playa de Asturias
Playa de Asturias está localizada en el municipio de Guarujá, São Paulo. La playa de arena fina y clara tiene aproximadamente 1.000 m. Queda entre la Playa del Tombo y la Playa de las Pitangueiras. Se trata de un zona noble de la ciudad del Guarujá, con diversos condomínios destinados la clase media alta y clase alta.
Es una playa abrigada, que queda situada entre la Punta de las Galhetas y el Edificio Sobre las Ondas.

## Origen del nombre
La zona era conocida como playa del Guarujá hasta el naufragio del navío Príncipe de Asturias al inicio del siglo XX en Isla Bella. Dos supervivientes instalaron un bar en la playa con el nombre del navío; el punto de encuentro pasó a ser conocido como Asturias dando origen al nuevo nombre de la localidad.

## Curiosidades
En la Playa de Asturias está localizado el tríplex que acusan ser propiedad del expresidente Luiz Inácio Lula de Silva, escenario de la Operación Lava Jato.

La playa de Asturias posee un excelente mercado de pescado fresco, que queda localizado en la entrada del Mirante de la Caja D'agua.
1. 1 2  «Capacidade de carga das praias de Pitangueiras, Astúrias e Tombo (Guarujá, SP)» (en portugués). Archivado desde el original el 13 de abril de 2015. Consultado el 20 de octubre de 2019 de 6 de abril de 2015.
2. ↑  «Astúrias». Archivado desde el original el 12 de abril de 2015. Consultado el 20 de octubre de 2019 de 6 de abril de 2015.
3. 1 2  «Praias, Astúrias». Archivado desde el original el 12 de abril de 2015. Consultado el 20 de octubre de 2019 de 6 de abril de 2015.
4. ↑  «Denúncia contra Lula: por dentro do tríplex». Consultado el 16 de enero de 2017.
5. ↑  «Praia das Astúrias». Consultado el 20 de junio de 2018.